# Sojus TM-6
Sojus TM-6 ist die Missionsbezeichnung für den Flug eines sowjetischen Sojus-Raumschiffs zur sowjetischen Raumstation Mir. Es war der sechste Besuch eines Sojus-Raumschiffs bei der Raumstation Mir und der 82. Flug im sowjetischen Sojusprogramm.

## Besatzung

### Startbesatzung
- Wladimir Afanassjewitsch Ljachow (3. Raumflug), Kommandant
- Waleri Wladimirowitsch Poljakow (1. Raumflug), Wissenschaftskosmonaut
- Abdul Ahad Mohmand (1. Raumflug), Wissenschaftskosmonaut ( Afghanistan)

### Ersatzmannschaft
- Anatoli Nikolajewitsch Beresowoi, Kommandant
- German Semjonowitsch Arsamasow, Bordingenieur
- Mohammad Dauran Ghulam Masum, Wissenschaftskosmonaut ( Afghanistan)

### Rückkehrbesatzung
- Wladimir Georgijewitsch Titow (3. Raumflug), Kommandant
- Mussa Chiramanowitsch Manarow (1. Raumflug), Bordingenieur
- Jean-Loup Chrétien (2. Raumflug), Wissenschaftskosmonaut ( CNES/ Frankreich)

## Missionsüberblick
Der Start erfolgte am 29. August 1988 vom sowjetischen Weltraumbahnhof Baikonur in der Kasachischen SSR. Ljachow war Kommandant und für Soloflüge mit dem Sojus-Raumschiff zu Rettungszwecken ausgebildet. Er steuerte das Raumschiff alleine. Poljakow und Mohmand waren unerfahrene Wissenschaftsastronauten. Aufgabe des Arztes Poljakow war es, mit Manarow und Titow auf der Mir zu verbleiben, um deren Gesundheitszustand während der letzten Monate eines einjährigen Daueraufenthaltes zu überwachen. Mohmand nahm im Rahmen des Interkosmos-Programms an dem Flug teil und wurde damit zum ersten Afghanen im All.
Die Experimente an Bord der Raumstation Mir betrafen in erster Linie Erderkundung, Medizin und Materialforschung. So wurde nach Lagerstätten verschiedener Bodenschätze gesucht und Wasservorkommen sowie mögliche Erdbebenregionen, insbesondere in den bergigen Regionen Afghanistans unter die Lupe genommen. Dabei wurden die topografische Kamera Kate 140, das Mehrkanalspektrometer MKS-M, der Spektralanalysator Spektr 256 und eine Handkamera eingesetzt (Experiment Schamsched). Medizinische Untersuchungen betrafen das Studium von Bewegungsstörungen in der Schwerelosigkeit.
Bei der Vorbereitung zur Landung wurde der Sojus-Bordcomputer durch eine neu installierte Software überlastet. Die Zündung der Bremsraketen wurde um zwei Erdumkreisungen verschoben, während die alte Softwareversion aktiviert wurde.
Die Landung erfolgte am 21. Dezember 1988 nach 1807 Erdumrundungen rund 160 Kilometer südöstlich von Schesqasghan in Kasachstan. Der Flug dauerte damit 114 Tage, 5 Stunden, 33 Minuten und 49 Sekunden.